# Thuisfront

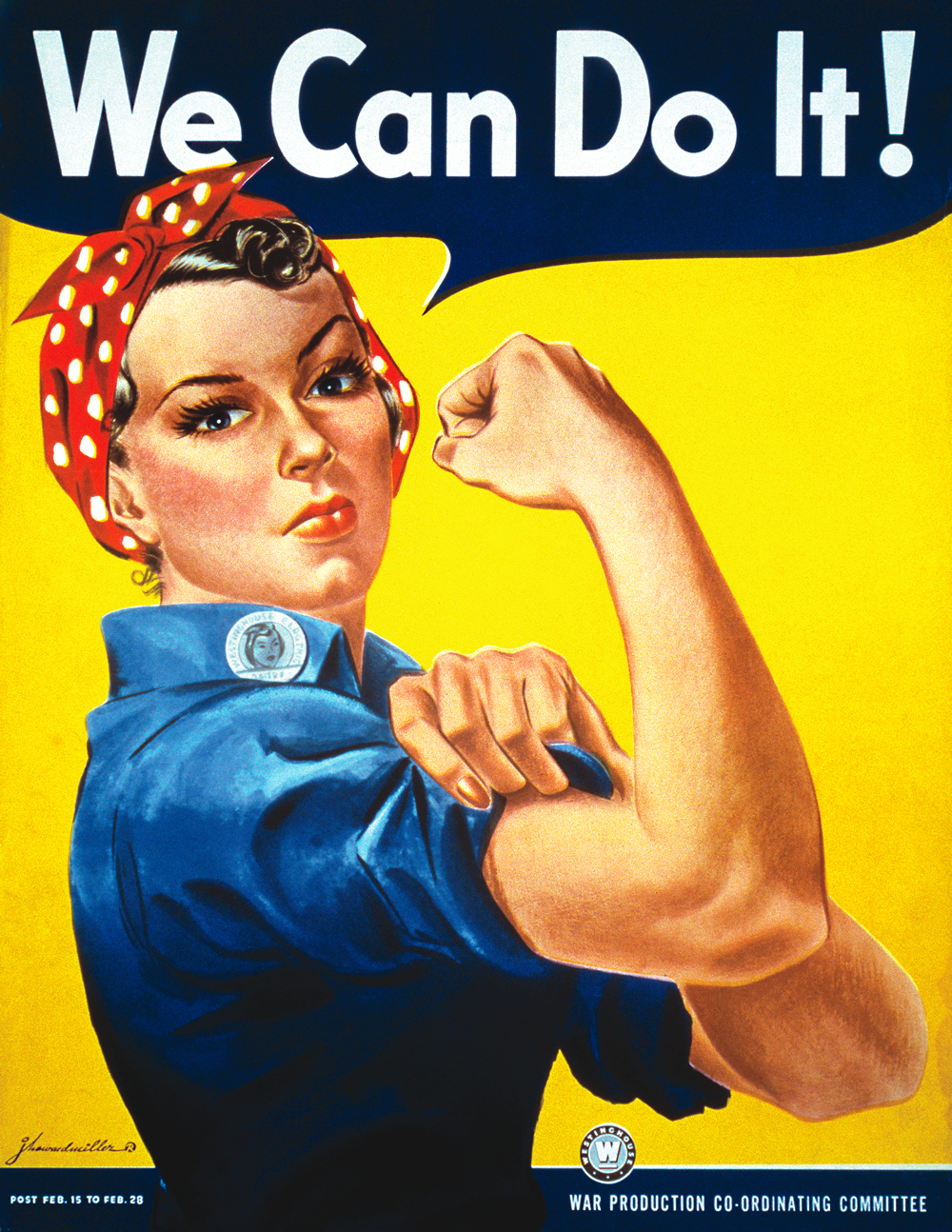
Poster om het thuisfront aan te moedigen.

Het thuisfront is er ter ondersteuning van strijdkrachten tijdens een oorlog. Daartoe behoren de oorlogs- en voedselproductie tijdens een totale oorlog, de oorlogspolitiek, de publieke opinie, de emotionele steun aan de oorlogsdoelen en de strijdkrachten zelf.
Daarnaast wordt het begrip thuisfront ook gebruikt in meer algemenere context en wordt het gezien als de locatie waar men naartoe gaat als men klaar is met werken. Doorgaans wordt de term dan gebruikt voor beroepsmatige werkzaamheden die meerdere dagen, weken of maanden afzondering van het thuisfront vragen. Een voorbeeld van een dergelijk beroep kan die van zeeman zijn, samen met diens zeemansvrouw,
Ook wordt het begrip gebruikt voor zendelingen. Daarbij kan ook sprake zijn van een thuisfrontcommissie.
In romantischer taalgebruik de thuisblijvende partner (en kinderen en huisdier) tijdens activiteiten buitenshuis. Zo wordt het woord ook gebruikt voor familieleden die niet meegaan op vakantie en die op de hoogte worden gehouden door de vakantiegangers.